# Heinrich Boos

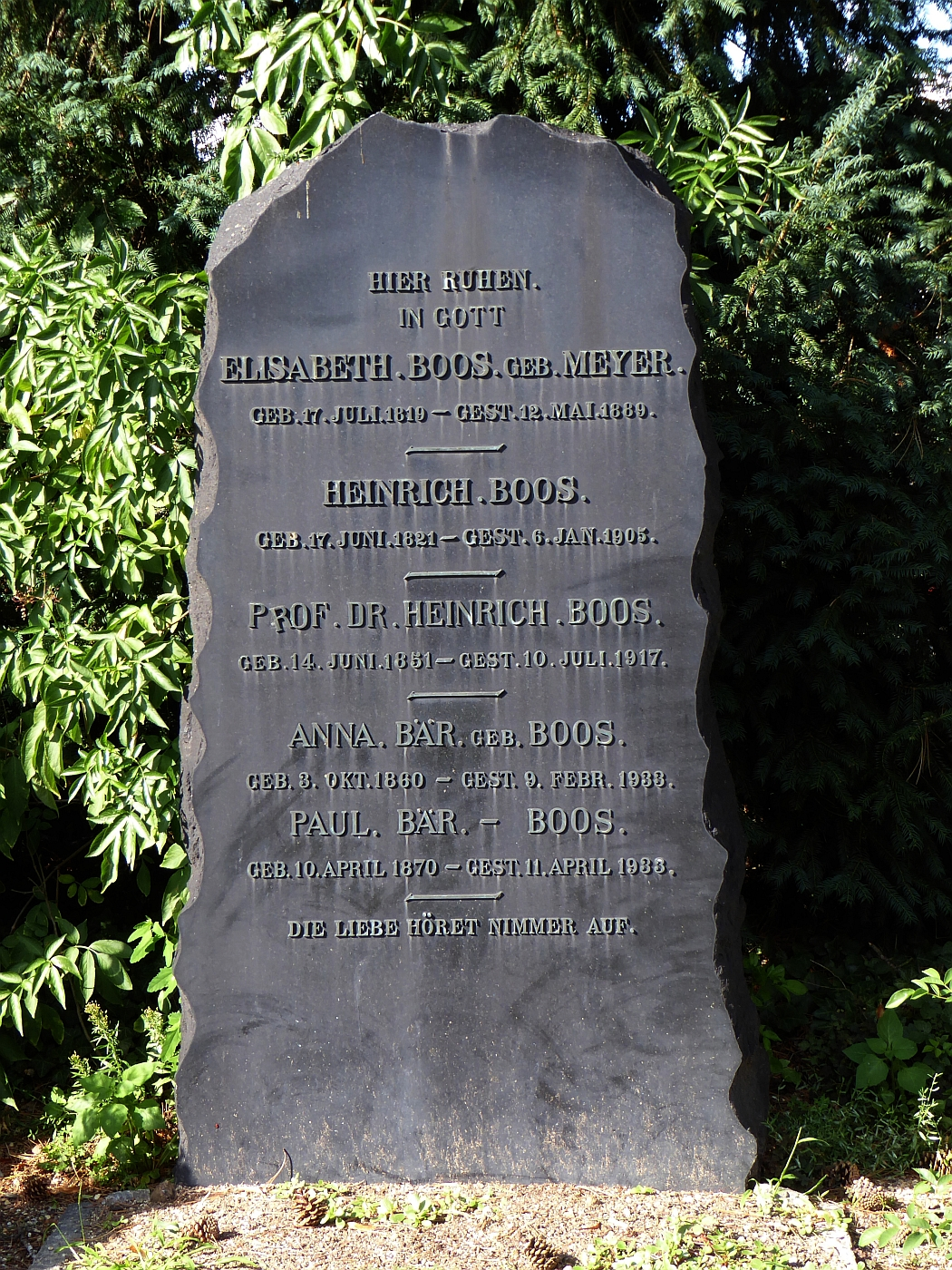
Grab auf dem Friedhof Wolfgottesacker, Basel

Heinrich Boos (* 14. Juni 1851 in Cannstatt; † 10. Juli 1917 in Basel) war ein Schweizer Historiker.

## Leben und Werk
Heinrich Boos, Sohn eines deutschen Schlossermeisters und 1859 in Basel eingebürgert, besuchte die Schulen in Basel und absolvierte danach ein Geschichtsstudium in Basel, Leipzig und Göttingen, wo er 1874 promoviert wurde. 1875 wurde er in Basel habilitiert und wurde Privatdozent. In der Folge ordnete er mehrere Archive. 1897 wurde er ordentlicher Professor für Kulturgeschichte und historische Hilfswissenschaften an der Universität Basel. Sein Hauptwerk ist die vierbändige Geschichte der Rheinischen Städtekultur (1897–1901), die durch den Wormser Mäzen Cornelius Wilhelm von Heyl zu Herrnsheim finanziert wurde. Boos gab auch mittelalterliche Quellen heraus.
Seit 1881 gehörte er der Freimaurerloge Zur Freundschaft und Beständigkeit an.

## Ehrungen
In Worms ist die Boosstraße nach ihm benannt.

## Schriften (Auswahl)
- Die Liten und Aldionen nach den Volksrechten. Göttingen 1874. (Dissertation)
- Geschichte der Stadt Basel im Mittelalter. Detloff, Basel 1877.
- Urkundenbuch der Stadt Aarau. Mit einer historischen Einleitung, Register und Glossar, sowie einer historischen Karte. Sauerländer, Aarau 1880.
- Urkundenbuch der Landschaft Basel. 2 Bde. Detloff, Basel 1881–1883.
- Geschichte der Stadt Worms. Ein Beitrag zur deutschen Städtegeschichte. Weidmann, Berlin 1886.
- Urkundenbuch der Stadt Worms. 2 Bde. Weidmannsche Buchhandlung, Berlin 1886–1890. (Digitalisate: Band 1 bis 1300; Band 2 1301-1400)
- Monumenta Wormatiensia. Annalen und Chroniken. Weidmann, Berlin 1893. Digitalisat
- Geschichte der Freimaurerei. Ein Beitrag zur Kulturgeschichte. H. R. Sauerländer, Aarau 1894.
  - Geschichte der Freimaurerei. Ein Beitrag zur Kultur- und Literatur-Geschichte des 18. Jahrhunderts. 2., vollständig umgearbeitete Aufl., H. R. Sauerländer, Aarau 1906. (Reprints 1969 und 1979).
- Geschichte der Rheinischen Städtekultur von den Anfängen bis zur Gegenwart, mit besonderer Berücksichtigung von Worms. 4 Teile, Berlin 1897–1901.
- Verzeichnis der Handschriften und Inkunabeln der Schaffhauser Stadtbibliothek, nebst einem Verzeichnis des handschriftlichen Nachlasses von Johannes von Müller. Schaffhausen 1903.
- Festschrift zum hundertjährigen Jubiläum der Loge zur Freundschaft und Beständigkeit in Basel. Verlag der Basler Loge, Basel 1908.